# Алтруизъм
Алтруизмът е принципът или практиката на загриженост за благополучието на някого другиго. Той е традиционна добродетел в много култури и аспект на основата на много религиозни традиции, въпреки че концепциите на „другия“, към когото трябва да бъде насочена загрижеността, могат да варират в различните култури и религии. Алтруизмът е антоним на егоизма.
Алтруизмът може да бъде породен от чувства на дълг, отговорност и лоялност. Чистият алтруизъм се състои в това да пожертваш нещо за някого, без да очакваш нещо в замяна.
Спорно е съществуването на „истинския“ алтруизъм, някои мислят, че е измислица, други вярват. Психологическият егоизъм предполага, че актът на споделяне, помагане или жертване на нещо не може да бъде описан като истински алтруистичен, тъй като този, който го е направил може да получи съществена награда под формата на лично удовлетворение. Законността на този аргумент зависи от това дали вътрешните награди се приемат за „печалба“.
Терминът алтруизъм може да се отнася също и за етническа доктрина, която твърди, че хората са морално задължени да помагат някому. Използван в този смисъл, той обикновено контрастира егоизма, който се определя като действие в полза на самия себе си.

## Понятиетоалтруизъм
Понятието има дълга история. Терминът е бил първоначално въведен от социолога и философ на науката Огюст Конт и по-късно става голяма тема за психолозите, еволюционните биолози и етолозите. Докато идеите относно алтруизма могат да въздействат от една на друга, различните методи и фокуси на тези страни винаги водят към различни перспективи. Или по-просто казано алтруизмът се грижи за благополучието на някого другиго и действието, което приемаме, за да помогнем на този някого.

## Научни гледни точки

### Антропология
Книгата на Марсел Мос Дарът съдържа пасажа: „Бележка за милостиня.“ Тази бележка описва еволюцията на термина милостиня от термина жертва. В нея той пише:
| „ | Милостинята е плод на моралната идея на дара и на съдбата, от една страна и идеята за жертва, от друга. Щедростта е задължение, защото Немезида отмъщава за бедните и за излишното щастие и богатство на определени хора, които би следвало да се отърват от тях. Това е древната нравственост на дара, който е станал принцип на правдата. Боговете и духовете приемат, че споделянето на богатството и щастието, което им е предоставено, е било унищожено в ненужни жертви и трябва да служи на бедните и децата. | “ |

### Психология
Интернационалната енциклопедия на Социалните науки определя психологическия алтруизъм като „мотивационно състояние с цел увеличаване благосъстоянието на другиго“. Психологическият алтруизъм е контрастиран с психологическия егоизъм, който се отнася за мотивацията за увеличаване на собственото благосъстояние.
Имало е спорове относно това дали хората са наистина способни на психологически алтруизъм. Някои определения определят саможертването към алтруизма и липсата на каквито и да било награди – за алтруистично поведение. Въпреки това, тъй като алтруизмът в крайна сметка облагодетелства себе си в многобройни случаи, се задава въпроса за себеотрицанието от алтруистични действия. Теорията за социалната размяна постулира, че самият алтруизъм съществува само, когато изгодите превъзхождат цените. Даниел Батсън е психолог, който тества този въпрос и спори със социалната теория на размяната. Той определя четири големи мотиви за алтруизъм: алтруизъм, с който облагодетелстваме себе си (егоизъм), алтруизъм, с който облагодетелстваме другиго (алтруизъм), да облагодетелстваме група (колективизъм) или да поддържаме морален принцип (принциплизъм). Алтруизмът, който служи за егоистични печалби се диференцира от самия алтруизъм, но общото заключение е, че, когато емпатията поражда алтруизъм, той може да бъде безкористен. В крайна сметка се смята, че психологическия алтруизъм действително съществува и се поражда от емпатичното желание да помогнем на някого, който страда.

### Философия
Съществува широк спектър от философски възгледи за задълженията на човека или мотивацията за алтруистични действия. Привържениците на етичния алтруизъм твърдят, че хората са морално задължени да действат алтруистично. Противоположното мнение е етичен егоизъм, който твърди, че моралните агенти трябва винаги да действат в лично техен интерес. Както етичният алтруизъм, така и етичният егоизъм контрастират с утилитаризмът, който е на мнение, че благосъстоянието на всеки индивид (включително собствения си) е на равно морално значение.

### Биология
На пръв поглед, някои считат, че алтруизма противоречи на идеята за естествен отбор: по принцип, „оцеляват най-добрите“, а изглежда индивид, който самоотвержено помага на другия пречи на собственото си оцеляване.
Начален тласък на научното изследване на алтруизма в еволюционната биология дава Джордж Р. Прайс с неговото уравнение на Прайс. Това уравнение математически описва еволюцията на генно ниво, в което алтруизма се оправдава в определени условия. Самият Прайс, описал математически алтруизма на еволюционно ниво, приема християнството, често давал жилището си на бездомници, докато той самия спял в офиса си в Галтъновата лаборатория.